# Harry Potter: Wizards Unite
Harry Potter: Wizards Unite foi um jogo para celular de realidade aumentada e baseado em localização desenvolvido pela WB Games San Francisco e Niantic, Inc., e publicado pela Niantic, sob licença da Portkey Games. Foi lançado para dispositivos móveis Android e iOS em 21 de junho de 2019. Uma versão beta foi lançada na Nova Zelândia em abril de 2019 e na Austrália em maio de 2019. O jogo foi descontinuado em janeiro de 2022.

## Visão geral
O Wizards Unite foi anunciado em 8 de novembro de 2017, como um jogo para celular de realidade aumentada desenvolvido pela WB Games de São Francisco, pela Portkey Games e pela Niantic. Os jogadores poderão visitar locais do mundo real enquanto lançam feitiços, descobrindo artefatos misteriosos e encontrando personagens icônicos e bestas lendárias do universo de Harry Potter.  A Niantic revelou que o jogo irá inspirar-se nos jogos AR anteriores, Pokémon Go e Ingress.
No jogo, um grande desastre ameaça o mundo bruxo. Por algum motivo, artefatos, criaturas, pessoas e até memórias do mundo mágico começaram a aparecer no mundo Trouxa. Agora, bruxos e bruxas do mundo inteiro precisa se unir para resolver este mistério, impedir que a magia continue se espalhando e manter os segredos longe dos Trouxas. 

## Jogabilidade
A jogabilidade do Wizards Unite foi descrita como semelhante à do Pokémon Go, com jogadores capazes de ver o mundo da jogabilidade através do smartphone. O jogo permitirá que os jogadores lutem contra animais míticos da franquia Harry Potter e Animais Fantásticos. Cabe a você preparar a varinha, as poções e os feitiços para evitar que os segredos do mundo bruxo sejam revelados. A jogabilidade é bem parecida com a de Pókemon Go, os ginásios se transformam em fortalezas com itens valiosos. O combate é uma versão simples de um RPG por turnos. Os jogadores podem escolher sua casa bruxo, sua varinha e sua profissão: Professor, Auror ou Magizoologista.
Depois de criar uma conta no jogo, o jogador cria um avatar, cuja localização depende da localização geográfica do dispositivo. O jogador então viaja pelo mundo real para encontrar itens e criaturas. O jogador também pode parar em pousadas (para repor o poder mágico), estufas (para ganhar ingredientes de poções e cultivar novos ingredientes) e fortalezas (para combater mais criaturas). Conforme o jogador se move dentro de seu ambiente real, o avatar se move dentro do mapa do jogo. 

## Lançamento e descontinuação
Um primeiro vídeo de gameplay do jogo foi lançado em março de 2019, mostrando imagens da jogabilidade ao defender-se de um dementador e ao ser atacado por um lobisomem. Em 11 de março de 2019, o pré-registro no Google Play foi aberto para o aplicativo, bem como novas imagens no jogo foram lançadas pela Niantic. Em 17 de abril de 2019, o jogo foi lançado na Nova Zelândia. Em 24 de abril de 2019, um e-mail foi enviado com erro afirmando que o jogo seria lançado na Austrália para testes beta. Em 26 de abril de 2019, o jogo foi lançado na Austrália. Mas várias horas depois, a Niantic confirmou que foi outro erro e foi retirado da App Store. O jogo foi relançado na Austrália em 2 de maio de 2019. O jogo foi lançado nos EUA e no Reino Unido em 20 de junho de 2019.
Em novembro de 2021 a Niantic anunciou que o jogo seria descontinuado, tendo os servidores desligados em janeiro de 2022.